# Amphispiza
Az Amphispiza a madarak osztályának verébalakúak (Passeriformes) rendjébe és a verébsármányfélék (Passerellidae) családjába tartozó nem.

## Rendszerezés
Besorolása vitatott, egyes rendszerezők a sármányfélék (Emberizidae) családjába sorolják a nemet.
A nembe az alábbi 2 faj tartozik:
- feketetorkú sármány (Amphispiza bilineata)
- Amphispiza quinquestriata